# محمودی (قوچان)
محمودی، روستایی است از توابع بخش مرکزی شهرستان قوچان در استان خراسان رضوی. زبان مردم این روستا ترکی است و شغل اکثر مردم روستا کشاورزی و دامپروری می باشد. آب و هوای این روستا معتدل کوهستانی است. از مهم ترین محصولات این روستا می توان به: گردو و بادام ، کشمش ، شیره انگور ،  گندم ، جو ، برگه زرد آلو (قیصی) ، و انواع میوه مثل آلبالو ، انگور ، سیب درختی ، زرد آلو و... اشاره کرد. 

## جمعیت
این روستا در دهستان قوچان عتیق قرار داشته و براساس سرشماری سال ۱۳۹۵ جمعیت آن ۴۰۲ نفر بوده است.